# RS Canum Venaticorum
RS Canum Venaticorum (RS CVn) è una stella variabile nella costellazione dei Cani da caccia.
È il prototipo di una classe di variabili con cromosfere attive che portano il suo nome, le variabili RS Canum Venaticorum. Di magnitudine apparente +8,22, RS Canum Venaticorum è situata a 460 anni luce dal sistema solare.

## Caratteristiche
È una stella binaria composta da una subgigante di tipo spettrale F6IV e da un'altra subgigante di tipo G8IV. La prima ha una temperatura effettiva di 6700 K e la sua massa è del 41% superiore a quella del Sole., il suo raggio è quasi il doppio del raggio solare e ruota su sé stessa ad una velocità di rotazione di almeno 12 km/s. La sua luminosità è 6,6 volte superiore a quella del Sole.
La subgigante di tipo G ha una temperatura inferiore, intorno ai 5000 K e una massa del 44% maggiore di quella solare. Ciò nonostante è la stella più luminosa del sistema, essendo 9,5 più luminosa della nostra stella. 4 volte più grande del Sole, ruota a una velocità uguale o superiore ai 35 km/s. Le due componenti di RS Canum Venaticorum sono molto vicine tra loro, essendo il periodo orbitale pari a 4,7978 giorni.

## Variabilità
La variabilità di RS Canum Venaticorum fu scoperta da Ceraski nel 1914. La sua luminosità varia tra le magnitudini 7,93 e 9,14 a causa dell'esistenza di grandi macchie stellari di minore temperatura rispetto al resto della superficie, e che ruotano con un periodo simile al periodo orbitale del sistema.
È anche una binaria a eclisse, identificata come tale da Cuno Hoffmeister al principio del XX secolo, inoltre è una stella molto brillante nella regione dello spettro dei raggi X ed è anche una forte radiosorgente.